# Natriumsulfat
Natriumsulfat är ett salt, som med kristallvatten kallas glaubersalt,  Na2(SO4) · 10 H2O, uppkallat efter Johann Rudolph Glauber, som fann det vid analys av vatten från en hälsobrunn nära Wien.

## Egenskaper
Natriumsulfat bildar stora genomskinliga, klara kristaller, som vittrar i luft och sönderfaller till ett vitt pulver, samt avger sitt kristallvatten. Kristallerna har en kylande, saltaktig smak och smälter i sitt kristallvatten. Kristallerna är mycket lättlösliga i vatten, men helt olösliga i alkohol.
Natriumsulfat är kemiskt mycket stabil, är icke-reaktivt med de flesta oxiderande eller reducerande ämnen vid normala temperaturer. Vid höga temperaturer, kan den omvandlas till natriumsulfid genom karbotermisk reaktion enligt
Na2SO4 + 2 C → Na2S + 2 CO2

## Förekomst
Natriumsulfat är en beståndsdel i många mineralvatten och saltkällor, liksom det förekommer i havsvatten. Blandat med gips, koksalt och bittersalt bildar det stora bergsmassiv, särskilt i Ebrodalen i Spanien och i Kaukasus. 
Saltets dekahydrat förekommer också i naturen som mineralet mirabilit i flera saltlager, på en del ställen i lager på upp till en meters mäktighet. 

## Användning
Medicinskt har glaubersalt använts som milt laxermedel.
När natriumsulfat används som livsmedelstillsats har det E-nummer 514.
Smältpunkten för glaubersalt är låg, 32 °C, och smältvärmen hög, 242 kJ/kg. Dessa egenskaper gör det lämpat för energilagring från solfångare. En liknande tillämpning är kylning av värmekänsliga apparater. Så länge det fortfarande finns osmält glaubersalt kvar, blir det aldrig varmare än smältpunkten. Genom tillsats av vissa andra ämnen kan smältpunkten sänkas ytterligare något, till cirka 28 °C (köldblandning).
Natriumsulfat kommer också till användning vid tillverkning av glas, natriumsulfid, ultramarin och tjärfärger. 

### Karlsbadersalt
Karlsbadersalt är ett preparat som har använts som milt avföringsmedel. Saltet som dels erhålls genom indunstning av naturligt Karlsbadervatten, dels framställs syntetiskt (konstgjort Karlsbadersalt). Saltet består av 44 % torkat natriumsulfat, 18 % koksalt, 36 % natriumbikarbonat och 2 % kaliumsulfat.